# 4-マレイルアセト酢酸
4-マレイルアセト酢酸（4-マレイルアセトさくさん、4-Maleylacetoacetate）は、フェニルアラニンおよびチロシンの代謝中間体の一つ。
ホモゲンチジン酸からホモゲンチジン酸 1,2-ジオキシゲナーゼによって合成され、マレイルアセト酢酸イソメラーゼによって4-フマリルアセト酢酸に異性化される。